# Natri aluminosilicat
Natri aluminosilicat dùng để chỉ các hợp chất chứa natri, nhôm, silic và oxy, và cũng có thể chứa nước. Chúng bao gồm natri aluminosilicat vô định hình được tổng hợp, một số khoáng vật tự nhiên và zeolit tổng hợp. Natri aluminosilicat vô định hình được tổng hợp được sử dụng rộng rãi làm phụ gia thực phẩm, có số E là E 554.

## Natri aluminosilicat vô định hình
Chất này được sản xuất với nhiều loại chế phẩm và có nhiều ứng dụng khác nhau. Nó được sử dụng làm phụ gia thực phẩm E 554, hoạt động như một chất chống đông vón. Vì nó được sản xuất với nhiều loại chế phẩm nên nó không hoàn toàn là một hợp chất hóa học có phép đo phân vị cố định. Một nhà cung cấp đã trích dẫn một phân tích điển hình cho một trong các sản phẩm của họ, là 14SiO2·Al2O3·Na2O·3H2O (hay Na2Al2Si14O32·3H2O).
Cục quản lý Thực phẩm và Dược phẩm Hoa Kỳ đã phê duyệt natri aluminosilicat có thể tiếp xúc trực tiếp với các chế phẩm có thể tiêu hao theo 21 CFR 182.2727 kể từ ngày 1 tháng 4 năm 2012. Natri aluminosilicat được sử dụng làm sàng phân tử trong các hộp đựng thuốc để giữ cho các chất bên trong luôn khô ráo.

## Các khoáng vật đôi khi được gọi là natri aluminosilicat
Các khoáng vật tự nhiên đôi khi được đặt tên hóa học là natri aluminosilicat bao gồm albit (NaAlSi3O8, khoáng vật cuối cùng của nhóm plagioclase) và jadeit (NaAlSi2O6).

## Zeolit được tổng hợp đôi khi được gọi là natri aluminosilicat
Các zeolit tổng hợp có cấu trúc phức tạp như (có công thức cấu tạo):
- Na12Al12Si12O48·27H2O, zeolit A (dạng natri linde loại A, NaA), được sử dụng trong bột giặt[4]
- Na16Al16Si32O96·16H2O, analcim, mã IUPAC: ANA[4]
- Na12Al12Si12O48·q H2O, losod[5]
- Na384Al384Si384O1536·518H2O, linde loại N